# Open di Francia 2025 - Doppio maschile in carrozzina

Il doppio maschile in carrozzina del torneo di tennis professionistico Open di Francia 2025, facente parte della categoria Grande Slam, si gioca dal 4 al 7 giugno 2025 allo Stade Roland Garros di Parigi, Francia.
Alfie Hewett e Gordon Reid hanno vinto il titolo negli ultimi 5 anni, difendendolo pure quest'anno sconfiggendo in finale Stéphane Houdet e Tokito Oda con il punteggio di 6–4, 1–6, [10–7].

## Teste di serie
1.    Alfie Hewett /  Gordon Reid (Campioni)
  2.    Martín de la Puente /  Ruben Spaargaren (quarti di finale)

## Tabellone

### Legenda
| - Q = Qualificato - WC = Wild card - LL = Lucky loser | - ALT = Alternate - SE = Special Exempt - PR = Protected Ranking | - w/o = Walkover - r = Ritirato - d = Squalificato |

|  | Quarti di finale | Quarti di finale                     | Quarti di finale                     | Quarti di finale | Quarti di finale |  |  | Semifinali | Semifinali                           | Semifinali                           | Semifinali                 | Semifinali |   |     | Finale | Finale                   | Finale | Finale | Finale |  |
|  |                  |                                      |                                      |                  |                  |  |  |            |                                      |                                      |                            |            |   |     |        |                          |        |        |        |  |
|  | 1                | Alfie Hewett Gordon Reid             | 6                                    | 4                | [10]             |  |  |            |                                      |                                      |                            |            |   |     |        |                          |        |        |        |  |
|  |                  | Alexander Cataldo Sergei Lysov       | 1                                    | 6                | [4]              |  |  | 1          | Alfie Hewett Gordon Reid             | Alfie Hewett Gordon Reid             | 6                          | 6          |   |     |        |                          |        |        |        |  |
|  |                  | Nicolas Charrier Gaëtan Menguy       | Nicolas Charrier Gaëtan Menguy       | 1                | 4                |  |  |            | Takuya Miki Casey Ratzlaff           | Takuya Miki Casey Ratzlaff           | 2                          | 3          |   |     |        |                          |        |        |        |  |
|  |                  | Takuya Miki Casey Ratzlaff           | Takuya Miki Casey Ratzlaff           | 6                | 6                |  |  |            |                                      |                                      |                            |            |   |     | 1      | Alfie Hewett Gordon Reid | 6      | 1      | [10]   |  |
|  |                  | Tom Egberink Joachim Gérard          | 6                                    | 2                | [3]              |  |  |            |                                      |                                      | Stéphane Houdet Tokito Oda | 4          | 6 | [7] |        |                          |        |        |        |  |
|  |                  | Stéphane Houdet Tokito Oda           | 3                                    | 6                | [10]             |  |  |            | Stéphane Houdet Tokito Oda           | Stéphane Houdet Tokito Oda           | 6                          | 3          |   |     |        |                          |        |        |        |  |
|  |                  | Daniel Caverzaschi Gustavo Fernández | Daniel Caverzaschi Gustavo Fernández | 6                | 7                |  |  |            | Daniel Caverzaschi Gustavo Fernández | Daniel Caverzaschi Gustavo Fernández | 2                          | 4r         |   |     |        |                          |        |        |        |  |
|  | 2                | Martín de la Puente Ruben Spaargaren | Martín de la Puente Ruben Spaargaren | 2                | 62               |  |  |            |                                      |                                      |                            |            |   |     |        |                          |        |        |        |  |